# Râul Pusta, Crișul Negru
Râul Pusta este un curs de apă, afluent al râului Crișul Negru. Cursul superior al râului mai este cunoscut și sub denumirile de Râul Crâșma sau Râul Topila.

## Hărți
- Harta munții Apuseni